# Alfold Crossways
Alfold Crossways – wieś w Anglii, w hrabstwie Surrey, w dystrykcie Waverley. Leży 53 km na południowy zachód od centrum Londynu.